# Alysia macrops
Alysia macrops är en stekelart som beskrevs av Robert A.Wharton 1986. Alysia macrops ingår i släktet Alysia och familjen bracksteklar. Inga underarter finns listade i Catalogue of Life.